# Willaumez-Halbinsel
Die Willaumez-Halbinsel (Admiralhalbinsel, Villamuez, Willaumez Peninsula) ist ein nördlicher Teil der zum Bismarck-Archipel im Pazifik gehörenden Insel Neubritannien (früher Neupommern) in Papua-Neuguinea. Ihr Gebiet gehört zur Provinz West New Britain. Den Namen erhielt die Halbinsel nach dem französischen Admiral Jean-Baptiste Philibert Willaumez, der im späten 18. Jahrhundert Teilnehmer an einer französischen Kriegsexpedition unter Führung von Joseph Bruny d’Entrecasteaux war, die zur Sicherung französischer Ansprüche in der Südsee agierte und englische Handelsinteressen in Südostasien bekämpfte.

## Topografie, Geologie
Die Halbinsel ragt als längliche Landzunge in die Bismarcksee hinein und ist vulkanischen Ursprungs. Ihre Entstehung verdankt sie einer länglichen Anordnung von Eruptionsstellen, die durch ihre Nähe zueinander eine Landbrücke schufen. Die vulkanische Natur der Landschaft macht die Halbinsel besonders fruchtbar.
Der nördlichste Punkt heißt Kap Hollmann, der östlichste Kap Heussner (nach dem deutschen Admiral Karl Eduard Heusner). In dieser Region befinden sich die mit Wasser gefüllte Dakataua-Caldera und der Berg Benda. Diese Caldera hat eine Ausdehnung von 9,3 km in Nord-Süd- und 11,8 km in West-Ost-Richtung. Sie bildet den Dakataua-See, der mit Süßwasser gefüllt ist und dessen Wasserspiegel etwa 50 Meter über dem nahen Meeresniveau liegt. Das Gebiet steht unter Schutz.
Südlich dieses Gebietes erhebt sich der Vulkan Bola (auch Wangore). Bei diesem Berg handelt es sich um einen Stratovulkan aus Andesit, der eine Höhe von 1155 Metern erreicht. In der Neuzeit sind nur Fumarolen und keine weiteren vulkanischen Aktivitäten zu beobachten.
Zum Bereich der Halbinsel kann man die Insel Garua (Garua Island) zählen, die sich vor der Ostküste vor der Garua-Bucht befindet. Hier befindet sich das Garua-Lavafeld mit Lavadomen und Aschenkegeln. Am Festland treten Fumarolen, Schlammsprudel und drei Geysirfelder auf. Der Hauptgeysir mit einem bedeutenden Sinterkegel ist nach Robert Koch benannt.
In der Südregion bilden die Gipfel des Krummel, Garbuna und Welcker die Garbuna-Gruppe, ein isoliertes Vulkangebiet aus basaltischem und dazitischem Gesteinsaufbau.
An ihrer östlichen Flanke begrenzt die gebogene Küstenlinie zur Insel Neubritannien die Stettin Bay (früher Stettiner Bucht) als Teil der wesentlich größeren Kimbe Bucht mit der Stadt Kimbe, wo sich der Verwaltungssitz der Provinz West New Britain befindet. Der Bereich der Kimbe Bucht ist ein bedeutendes Korallenreservat mit einer hohen Artendiversität.
Auf der westlichen Seite befindet sich die Riebeck Bay, die hier den Küstenbogen zur weiter von Neubritannien verlaufenden Küstenlinie bildet. Den Übergang zur Hauptteil von Neubritannien wird von einer Tiefebene eingenommen, durch die sich der stark mäandrierende Kulu-Fluss zieht.

### Naturraum und Landwirtschaft
Die Vegetation besteht, soweit sich nicht den angelegten Pflanzungen weichen musste, überwiegend aus tropischem Regenwald. In den Plantagen werden Ölpalmen kultiviert. Die Flora der Halbinsel ist von hoher Bedeutung für die Artenvielfalt im Bismarck-Archipel und Gegenstand wissenschaftlicher Erforschung.
In den östlich vorgelagerten Schelfgebieten befinden sich bedeutsame Korallenriffe, weswegen hier ein Meeresschutzgebiet eingerichtet wurde. Das Mahonia na Dari Research and Conservation Center in der Stadt Kimbe widmet sich der Erforschung dieses Lebensraumes sowie der öffentlichen Informationsarbeit zur Meeresökologie. Entlang der gesamten Küstenlinie treten mehrfach Saumriffe auf.
Diese Anpflanzungen haben große Bedeutung für Papua-Neuguinea und werden hauptsächlich von der New Britain Palm Oil Limited (NBPOL) betrieben. Hier werden Palmöle für die Nahrungsgüterindustrie und für kosmetische Anwendungen produziert. Die gewonnenen Palmkernöle nutzt man ferner zur Erzeugung von chemischen Rohprodukten, wie Glycerol, Fette, Alkohole, Amine und Amide sowie Emulsionsstoffe. Eine weitere Form der Nutzung sind medizinische verwertbare Substanzen, beispielsweise Antithrombotica wie das Prostacyclin.

## Geschichte
Frühe Kulturen um 3900 bis 1600 v. Chr. hinterließen Obsidianwerkzeuge und geschnitzte Lydit-Objekte, die in der Neuzeit im Blickfeld archäologischer Forschungen standen.
Aus dem Zeitabschnitt 1600 v. Chr. bis zu Beginn der Zeitrechnung sind zahlreiche Keramiken des Lapita-Stils erhalten geblieben und bei Ausgraben geborgen worden.
Bei den Entdeckungsfahrten von Joseph Bruny d’Entrecasteaux 1793 im Bismarck-Archipel wurde die Halbinsel gesichtet.
Georg von Schleinitz, zu dieser Zeit erster Landeshauptmann der deutschen Neuguinea-Kompagnie, stellte erst 1887 den Halbinselcharakter des Gebietes fest und vergab den Namen Admiralshalbinsel.
Im November 1908 erforschte die Expedition der Hamburgischen Wissenschaftlichen Stiftung das Geysirfeld in der Nähe von Garua-Hafen. Bei diesen Feldstudien wurden Wasser- und Gesteinsproben genommen, fotografische und kinematografische Aufnahmen gefertigt sowie eine kartographische Aufnahme vorgenommen.
Die industrielle Gewinnung und Verarbeitung von Palmöl beginnt auf der Willaumez-Halbinsel im Jahr 1935.
Im Zweiten Weltkrieg gehörte die Halbinsel zu dem japanisch besetzten Gebiet Neubritannien. Die 5. US Marine-Division landete 1944 in der Garua-Bucht auf der Halbinsel und baut den vorhandenen kleinen Hafen zu einer Basis für Torpedoboote aus. Diese Landung war Teil der Operation Dexterity um das Cape Gloucester. Die Siedlung Talasea wurde Teil des militärischen Gebietes.
Die wachsende Ausdehnung der Ölpalmenplantagen zum Ende des 20. Jahrhunderts erforderten archäologische Notgrabungen, da sich hier interessante prähistorische Siedlungsgebiete befinden. An den Forschungen waren Mitarbeiter des Australian Museum beteiligt.

## Bewohner
Frühe Besiedlungen sind bereits in vorchristlicher Zeit feststellbar. Größere Vulkanausbrüche mit ihren verheerenden Auswirkungen haben mehrfache Unterbrechungen der Besiedlungsgeschichte auf der Halbinsel bewirkt. Die indigene Bevölkerung der jüngeren Geschichte gehört mehrheitlich den Nakanai an. Neben Englisch werden die indigenen Sprachen Bola und Bulu gesprochen.